# Зореслава
Зореслава (рідше — Зорислава) — слов'янське жіноче ім'я, що утворилося від чоловічого імені Зореслав. Походить від двох слів «зоря» та «слава» і в дослівному тлумаченні означає ту, яка «озорена славою», «яка славить зорю (зорі)», або яка «уславлена зорею».
У міжвоєнні та повоєнні роки ім'я «Зореслава» було розповсюдженим у Карпатах, у різних містах заходу України, зокрема, у Львові, Луцьку та Дрогобичі.
В інших слов'янських народів — зокрема, хорватів, чехів та сербів — ім'я вживається у варіантах Зорислава (Zorislava) або Зорослава (Zoroslava).
Серед носіїв:
- Шкіряк-Нижник Зореслава Антонівна (1937—2021) — докторка медичних наук, професорка.
- Ромовська Зорислава Василівна (нар. 1940) — докторка юридичних наук, професорка. Заслужена юристка України.